# حمس (القفر)

تعديل مصدري - تعديل

حمس محلة تابعة لقرية وقاح، التابعة لعزلة بني سباء بمديرية القفر إحدى مديريات محافظة إب في الجمهورية اليمنية، بلغ تعداد سكانها 109 حسب تعداد اليمن لعام 2004.